# Kvarteret Minotaurus

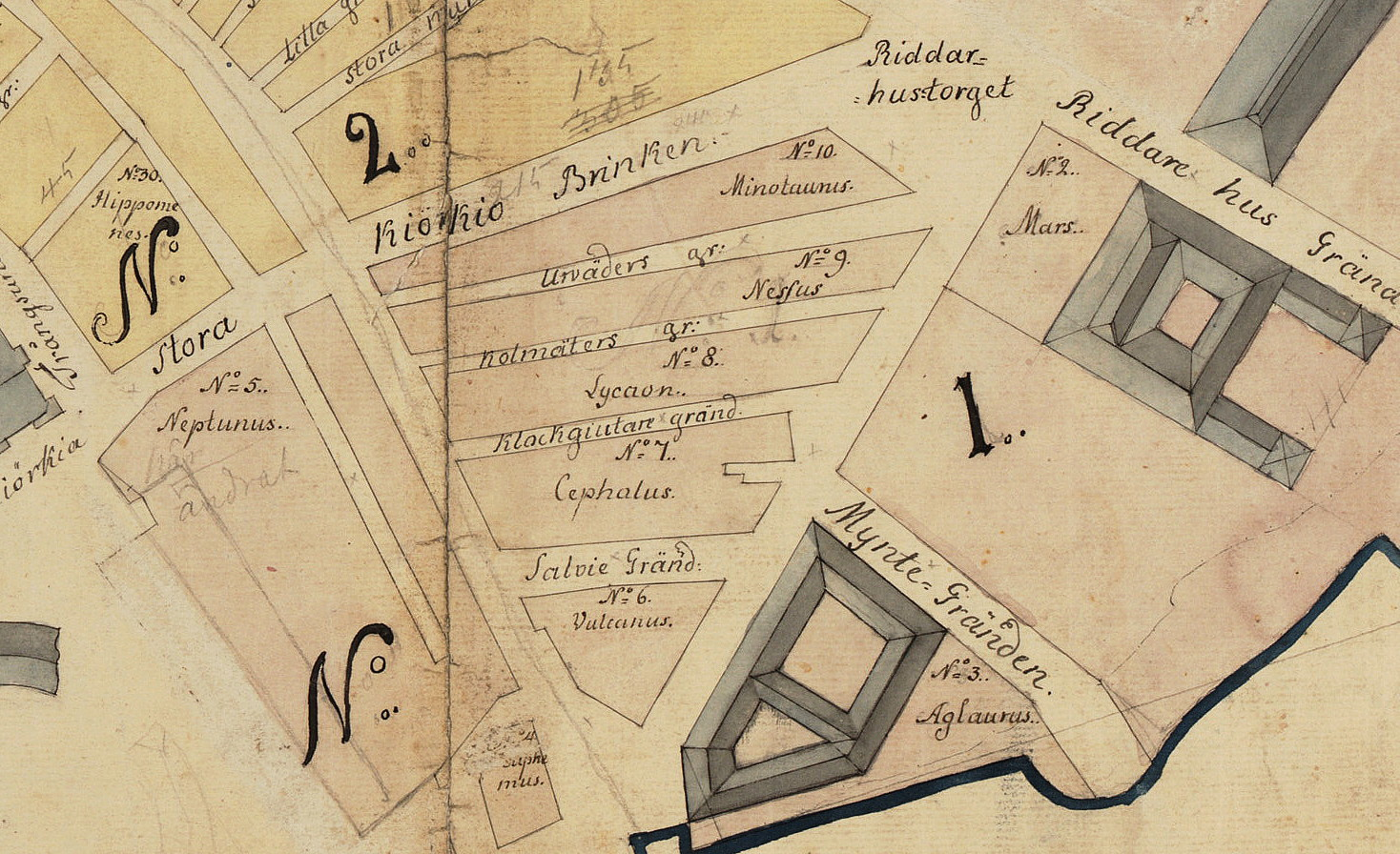
Kvarteren Minotaurus, Nessus, Lychanon och Cephalus 1733 (norr är nertill).

Kvarteret Minotaurus var ett kvarter i norra Gamla Stan i Stockholm. Det försvann i samband med byggandet av Kanslihusannexet under senare delen av 1940-talet, då kvarteret Cephalus växte till att omfatta hela området mellan Myntgatan och Storkyrkobrinken. Kvarteret Minotaurus omgavs av Stenbastugränd och Storkyrkobrinken.
Kvartersnamnet syftar på tjuren Minotauros i den grekiska mytologin.